# Lippo Group
Lippo Group (chiń. 力宝集团) – międzynarodowy konglomerat zlokalizowany w Indonezji. Jego siedziba mieści się w stolicy kraju – Dżakarcie. Zajmuje się bankowością, finansami i innymi działalnościami, m.in. nieruchomościami, infrastrukturą i rozwojem miejskim.
Założycielem Lippo Group jest Mochtar Riady, indonezyjski przedsiębiorca pochodzenia chińskiego.
Grupa Lippo należy do największych firm deweloperskich w Indonezji i jest znana z projektów na dużą skalę, jak np. Lippo Village.